# 허츠시
허츠시(하지시, 중국어: 河池市, 병음: Héchí Shì, 좡어: Hozciz Si)는 중화인민공화국 광시 좡족 자치구의 지급시이다.

## 역사
2002년 6월에 허츠 시가 설립되었다.

## 지리
광시 좡족 자치구의 북서부, 윈구이고원의 남쪽 끝에 위치한다. 허츠의 북서부는 고도가 가장 높고 남동쪽을 따라 경사져있다. 허츠는 산지 지역으로 산맥으로 북쪽의 주왕다산, 동쪽의 펑링산, 서쪽의 두양산 등을 포함한다. 가장 높은 곳의 해발고도는 1,693m이다.
허츠의 기후는 아열대 기후이자 계절풍을 영향을 받는다. 연평균 기온은 20.5 °C, 1월 평균기온은 10.9 °C, 7월 평균기온은 28.1 °C이다. 연평균 강수량은 1,200~1,600mm이고 5~8월에 집중되며 최고 2,500mm까지 기록한 바 있다. 연일조시간은 1450~1600시간이다.
| 허츠시의 기후                                                 | 허츠시의 기후 | 허츠시의 기후 | 허츠시의 기후 | 허츠시의 기후 | 허츠시의 기후 | 허츠시의 기후 | 허츠시의 기후 | 허츠시의 기후 | 허츠시의 기후 | 허츠시의 기후 | 허츠시의 기후 | 허츠시의 기후 | 허츠시의 기후   |
| 월                                                            | 1월           | 2월           | 3월           | 4월           | 5월           | 6월           | 7월           | 8월           | 9월           | 10월          | 11월          | 12월          | 연간            |
| ------------------------------------------------------------- | ------------- | ------------- | ------------- | ------------- | ------------- | ------------- | ------------- | ------------- | ------------- | ------------- | ------------- | ------------- | --------------- |
| 역대 최고 기온 °C (°F)                                        | 28.6 (83.5)   | 34.5 (94.1)   | 35.7 (96.3)   | 37.8 (100.0)  | 37.5 (99.5)   | 37.6 (99.7)   | 39.4 (102.9)  | 39.2 (102.6)  | 38.2 (100.8)  | 35.6 (96.1)   | 33.3 (91.9)   | 30.1 (86.2)   | 39.4 (102.9)    |
| 일평균 최고 기온 °C (°F)                                      | 14.2 (57.6)   | 16.8 (62.2)   | 20.1 (68.2)   | 25.6 (78.1)   | 29.3 (84.7)   | 31.2 (88.2)   | 32.7 (90.9)   | 33.0 (91.4)   | 31.2 (88.2)   | 27.0 (80.6)   | 22.4 (72.3)   | 17.1 (62.8)   | 25.0 (77.1)     |
| 일일 평균 기온 °C (°F)                                        | 10.9 (51.6)   | 13.2 (55.8)   | 16.3 (61.3)   | 21.4 (70.5)   | 25.0 (77.0)   | 27.1 (80.8)   | 28.2 (82.8)   | 28.1 (82.6)   | 26.3 (79.3)   | 22.3 (72.1)   | 17.8 (64.0)   | 12.9 (55.2)   | 20.8 (69.4)     |
| 일평균 최저 기온 °C (°F)                                      | 8.7 (47.7)    | 10.7 (51.3)   | 13.8 (56.8)   | 18.5 (65.3)   | 21.8 (71.2)   | 24.3 (75.7)   | 25.1 (77.2)   | 24.8 (76.6)   | 22.9 (73.2)   | 19.2 (66.6)   | 14.7 (58.5)   | 10.2 (50.4)   | 17.9 (64.2)     |
| 역대 최저 기온 °C (°F)                                        | 0.0 (32.0)    | 1.0 (33.8)    | 2.5 (36.5)    | 7.7 (45.9)    | 12.9 (55.2)   | 17.3 (63.1)   | 19.9 (67.8)   | 19.2 (66.6)   | 15.1 (59.2)   | 9.1 (48.4)    | 4.1 (39.4)    | 0.2 (32.4)    | 0.0 (32.0)      |
| 평균 강수량 mm (인치)                                         | 43.6 (1.72)   | 40.8 (1.61)   | 72.8 (2.87)   | 100.6 (3.96)  | 230.8 (9.09)  | 325.3 (12.81) | 258.2 (10.17) | 183.3 (7.22)  | 117.4 (4.62)  | 80.5 (3.17)   | 46.7 (1.84)   | 33.1 (1.30)   | 1,533.1 (60.38) |
| 평균 강수일수 (≥ 0.1 mm)                                      | 12.0          | 11.4          | 16.3          | 14.9          | 15.2          | 17.2          | 17.1          | 14.4          | 9.9           | 8.2           | 9.2           | 8.2           | 154             |
| 평균 강설일수                                                 | 0.4           | 0.1           | 0             | 0             | 0             | 0             | 0             | 0             | 0             | 0             | 0             | 0.2           | 0.7             |
| 평균 상대 습도 (%)                                            | 75            | 75            | 78            | 77            | 77            | 80            | 79            | 77            | 74            | 73            | 73            | 71            | 76              |
| 평균 월간 일조시간                                            | 46.3          | 51.2          | 54.9          | 81.2          | 109.9         | 96.6          | 150.6         | 173.0         | 151.4         | 123.4         | 109.0         | 90.0          | 1,237.5         |
| 가능 일조율                                                   | 14            | 16            | 15            | 21            | 27            | 24            | 36            | 43            | 41            | 35            | 33            | 27            | 28              |
| 출처: 중국기상국 (평년값: 1991년~2020년, 극값: 1971년~2010년) |               |               |               |               |               |               |               |               |               |               |               |               |                 |

## 경제

### 광물
허츠는 중국의 가장 중요한 광물 생산지 중 하나이다. 허츠의 현들 대부분에는 양질의 많은 양의 광물 자원이 매장되어있다. 매장된 광물로는 안티몬, 금, 아연, 인듐, 구리, 철, 은, 망간, 비소가 있다. 국내외 시장을 위한 주요 금 공급원이다. 석회석과 대리석 또한 생산된다.

### 수자원
허츠는 아열대 습윤 기후인 덕분에 수력 또한 주요 자원이다. 매년 25 km3이상의 물이 허츠를 통과하고 이것은 광시 전체의 13%를 차지한다. 630개 이상의 개울과 강이 있고 이들의 총 길이는 5130km에 이른다. 이들 강의 수력전기 시설은 10기가와트의 전기를 생산하고 이것은 광시 수력전기량의 절반을 차지한다.

### 농업
허츠의 기후, 날씨, 토양은 이곳을 주요 농업 중심지로 만들었다. 오렌지, 파인애플, 옥수수, 연근, 카사바, 사탕수수, 담배, 야채, 멜론, 뽕나무, 버섯을 포함한 400가지 이상의 작물과 100가지 이상의 다른 종의 쌀이 이곳에서 재배된다. 사탕수수는 주요 작물로 매년 360km2의 사탕수수밭에서 22만 톤의 정제된 사탕을 생산한다. 땅콩, 참깨, 포도를 포함한 기름작물(유료작물) 또한 중요하다.
과일은 허츠의 농업의 중요한 부분을 차지한다. 200종류 이상의 과일이 이곳에서 발견되었다. 아시아 열대 과일의 80%가 오직 허츠에서만 자란다. 310 km2이상의 땅에서 매년 12만 톤의 과일이 생산된다.

### 임업
임산품은 또다른 중요한 산업이다. 허츠에는 10,000km2가 넘는 숲이 있다. 200종 이상의 식물이 한의학에 사용된다.

## 주민
좡족, 한족, 야오족, 무라오족, 후이족, 마오난족, 먀오족, 둥족, 수이족이 거주한다. 허츠는 광시의 가장 큰 소수민족 본고장이다.

## 행정 구역
2개 시할구, 4개 현, 5개 자치현을 관할한다.
시할구
- 진청장구(金城江区)
- 이저우구(宜州区)

현
- 톈어현(天峨县)
- 펑산현(凤山县)
- 난단현(南丹县)
- 둥란현(东兰县)

자치현
- 두안 야오족 자치현(都安瑶族自治县)

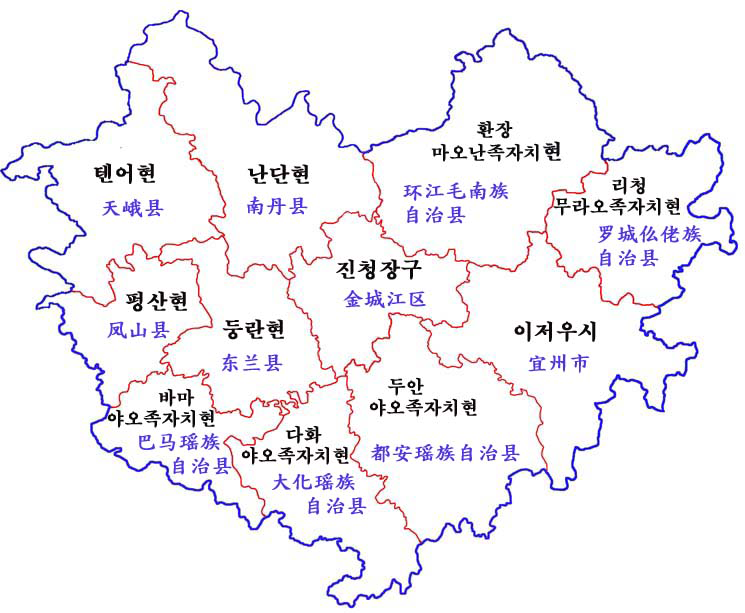
허츠시 현급 구역

- 뤄청 무라오족 자치현(罗城仫佬族自治县)
- 바마 야오족 자치현(巴马瑶族自治县)
- 환장 마오난족 자치현(环江毛南族自治县)
- 다화 야오족 자치현(大化瑶族自治县)